# Aotus lemurinus
El marikiná, jujuná, mico nocturno o marteja (Aotus lemurinus) es una especie pequeña del platirrinos de la familia Aotidae. Es nativa de las selvas tropical y subtropical de Sur y América Central, y tiene una grave amenaza a su existencia por la caza, la captura para uso en estudios farmacéuticos y por destrucción de hábitat.

## Descripción
Como otros miembros del género Aotus, esta especie es nocturna; su pequeña y redondeada cabeza está coloreada con bandas negras y dominan dos grandes ojos pardos. El efecto no es solo como de lechuza; sus ojos brillan con destellos naranja rojizos al reflejar la luz. Su piel gris es densa y lanuda, con su vientre amarillo a naranja. Cola marrón oscura a naranja no tiene cola prensil y siempre manchada con negro.
Tiene miembros finos con dedos largos y delicados; uñas anchas. Los adultos pueden alcanzar un peso de 1,3 kg; y no tienen dimorfismo sexual.

## Hábitat y dieta
Se halla tanto en áreas secas como húmedas, ocupa todos los niveles del canopia forestal; aunque suele preferir moverse por el terreno. Prefiere vegetación densa con mucha liana, para rápidamente desplazarse y desaparecer de sus predadores. Es endémica de Colombia, se extiende desde Venezuela hasta Ecuador, a Panamá; y en los Andes tropical.
De día se oculta en cavidades de árboles o en densos matorrales, de noche busca en la canopia por variedad de alimento. Primariamente es un frugívoro (comefruta), también vegetación, insectos, néctar, eventualmente pequeños mamíferos, aves, al escasear la fruta.

## Conducta y reproducción
Es muy activo durante el crepúsculo y los periodos de luna llena, hacen tropa de parejas y su cría, hasta cinco individuos en total. Es monógamo; los deberes parentales se comparten entre el par líder y los juveniles. Aunque, es el macho quien asume la carga del cuidado y responsabilidades; la hembra sirve solo del cuidado de los infantes. Remarcablemente, aún si el macho muere, la hembra rechaza tomar sus deberes. 
Es característicamente vociferante, produce un rango de  llamadas: desde suaves clics y gorjeos guturales a tremendos gritos en altavoz cuando está siendo amenazado. Cuando no come, es típicamente inactivo. Como otros miembros de su género, hace reclamo de un territorio relativamente pequeño de cerca de 0,1 km². Los olores es el centro de su comunicación intraespecie; el territorio se marca con secreciones oleosas de la base de su cola.
Pare al final de la estación seca y hasta la mitad de la húmeda. El promedio de gestación es de 133 días, usualmente nace un solo infante; mellizos es una rareza. Y tienen un solo nacimiento por año. La madurez sexual la alcanza a los 2,5-3,5 años, en donde se dispersa; esto es, deja la tropa en búsqueda de una pareja aún no unida.

## Clasificación
Fueron clasificadas cuatro subespecies:
- Aotus lemurinus brumbacki, considerada por Hershkovitz[3] y confirmada de acuerdo con la evidencia genética,[4] como especie independiente Aotus brumbacki; habita en los Llanos orientales de Colombia.
- Aotus lemurinus lemurinus, que según la evidencia genética, es el mismo Aotus hershkovitzi,[4] que habita en la alta montaña de la Cordillera Central de los Andes colombianos y es efectivamente una subespecie de A. lemurinus.
- Aotus lemurinus griseimembra, del occidente y norte de Colombia. Aotus lemurinus zonalis, de Panamá.

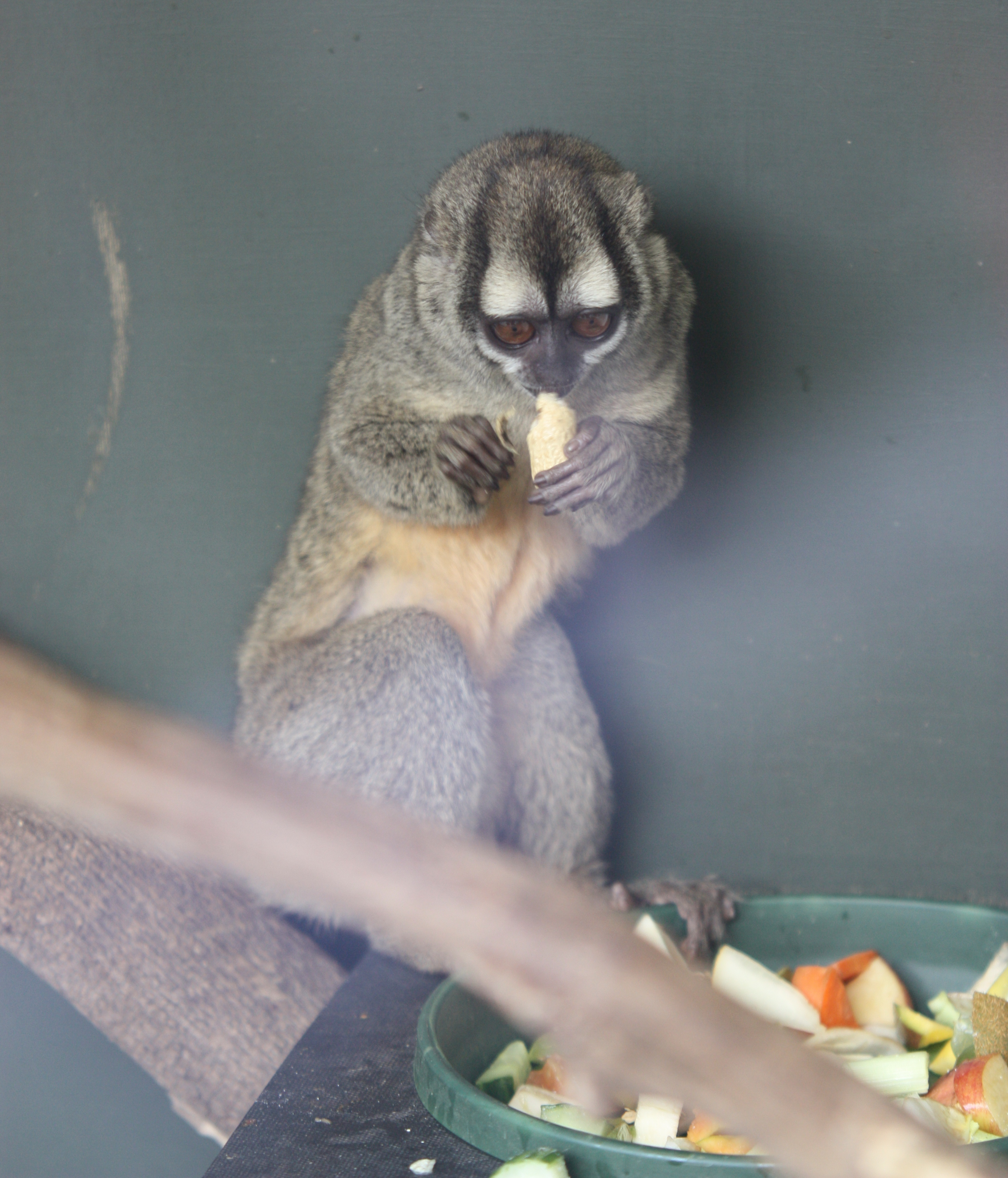
Aotus griseimembra